# Лоренс Тауншип (округ Клірфілд, Пенсільванія)
Лоренс Тауншип (англ. Lawrence Township) — селище (англ. township) в США, в окрузі Клірфілд штату Пенсільванія. Населення — 7500 осіб (2020).

## Демографія
Згідно з переписом 2010 року, у селищі мешкала 7681 особа в 3144 домогосподарствах у складі 2070 родин. Було 3572 помешкання
Расовий склад населення:
| - 98,1 % — білих - 0,6 % — чорних або афроамериканців - 0,5 % — азіатів - 0,1 % — вихідців з тихоокеанських островів - 0,1 % — корінних американців |

До двох чи більше рас належало 0,6 %. Частка іспаномовних становила 0,5 % від усіх жителів.
За віковим діапазоном населення розподілялося таким чином: 19,7 % — особи молодші 18 років, 57,7 % — особи у віці 18—64 років, 22,6 % — особи у віці 65 років та старші. Медіана віку мешканця становила 46,0 року. На 100 осіб жіночої статі у селищі припадало 93,9 чоловіків;  на 100 жінок у віці від 18 років та старших — 90,3 чоловіків також старших 18 років.
Середній дохід на одне домашнє господарство  становив 59 470 доларів США (медіана — 45 213), а середній дохід на одну сім'ю — 76 847 доларів (медіана — 59 609). Медіана доходів становила 45 808 доларів для чоловіків та 30 542 долари для жінок. За межею бідності перебувало 9,3 % осіб, у тому числі 12,9 % дітей у віці до 18 років та 4,4 % осіб у віці 65 років та старших.
Цивільне працевлаштоване населення становило 3265 осіб. Основні галузі зайнятості: освіта, охорона здоров'я та соціальна допомога — 30,1 %, роздрібна торгівля — 13,7 %, публічна адміністрація — 10,8 %, виробництво — 10,5 %.